# Morgan De Sanctis
Morgan De Sanctis (Guardiagrele, 1977. március 25. –) olasz válogatott labdarúgó.

## Pályafutása
Pályafutását a Pescara csapatában kezdte a Serie B-ben, ahol 3 évet töltött. Majd a Juventusba igazolt, ahol mindössze csak 3 mérkőzésen lépett pályára két szezon alatt. 1999-ben az Udinese szerződtette. Az első három szezonban nem sok lehetőséghez jutott Luigi Turci mögött. A 2002-03-as bajnokságban vált első számú kapussá. Az Udinese csapatából lett először válogatott, ahol 2005 és 2010 között 3 alkalommal húzhatta magára a címeres mezt.
A Sevillaba 2007 nyarán került. Majd a 2008-09-es idényben kölcsönben a Galatasaray együttesénél első számú kapusként szerepelt.
A Napoli a Sevillatól leigazolva 4 éves szerzősét kötött De Sanctissal.

## Sikerei, díjai

### Klub
Galatasaray
- Török szuperkupa: 2008

Napoli
- Olasz kupagyőztes: 2011–12

Monaco
- League 1: 2016–17

### Válogatott
Olaszország
- Európa-bajnokság: döntős  2012

### Egyéni
- Pallone d'Argento: 2009–10[2]

## Külső hivatkozások
- Profil a Napoli hivatalos honlapján. Archiválva 2012. február 24-i dátummal a Wayback Machine-ben